# Грабово (Шацкая поселковая община)
Грабово (укр. Грабове) — село в Шацкой поселковой общине Ковельского района Волынской области Украины.
До 2020 года входило в Шацкий район.
У села протекает река Западный Буг, по которой проходит Польско-украинская граница.
Код КОАТУУ — 0725780901. Население по переписи 2001 года составляет 294 человека. Почтовый индекс — 44023. Телефонный код — 3355. Занимает площадь 0,49 км².